# Йоханес Хан
 Тази статия е за австрийския политик.  За германския генерал вижте Йоханес Хан (офицер).  
Йоханес Хан (на немски: Johannes Hahn) е австрийски политик от Австрийската народна партия.
Роден е на 2 декември 1957 година във Виена. През 1987 година завършва с докторат Виенския университет, след което работи като мениджър, заема ръководни постове в национални работодателски организации, през 1997 – 2003 година е член на надзорния съвет на компанията за залагания „Новоматик“, а след това е неин изпълнителен директор.
От младежка възраст участва в дейността на Австрийската народна партия, през 2007 – 2010 година е министър на науката и изследванията, а през 2008 – 2009 година временно заема и поста министър на правосъдието. През 2010 – 2014 година е еврокомисар за регионалната политика.
През 2014 – 2019 година Хан е еврокомисар за съседската политика и преговорите за разширяване в Комисията „Юнкер“. От 2019 година е еврокомисар за бюджета и администрацията в Комисията „Фон дер Лайен“.